# Mi Geminorum
Mi Geminorum (μ Gem) – gwiazda w gwiazdozbiorze Bliźniąt, znajdująca się w odległości około 232 lat świetlnych od Słońca.

## Nazwa
Tradycyjna nazwa gwiazdy, Tejat, wywodzi się z języka arabskiego. Jako że Eta Geminorum bywała nazywana Tejat Prior („przednia”), Mi Geminorum określano też dłuższą nazwą Tejat Posterior („tylna”). Przypisywano jej także nazwy Nuḥātai (forma liczby podwójnej od ‏نحات‎ arab. Nuḥāt, „garb wielbłąda”), Pish Pai (od pers. ‏پیش‌پای‎ pīshpāy, „przednia noga”) i Calx (z łac. „pięta”). Międzynarodowa Unia Astronomiczna zatwierdziła użycie nazwy Tejat dla określenia tej gwiazdy.

## Charakterystyka
Jest to czerwony olbrzym reprezentujący typ widmowy M, który emituje 1540 razy więcej energii niż Słońce, z czego znaczną część w podczerwieni. Gwiazda jest na tyle duża, że możliwe było zmierzenie jej średnicy kątowej, co wraz z paralaksą pozwala wyznaczyć rzeczywisty rozmiar gwiazdy: ma ona średnicę 104 razy większą niż Słońce, bliską 1 au. Olbrzym ten wykazuje nieregularne zmiany jasności sięgające 25% z okresem 27 dni. Gwiazda nie prowadzi już reakcji syntezy termojądrowej w węglowym jądrze, a tylko w otoczce. Tejat w przyszłości stanie się znacznie jaśniejszą gwiazdą, świecącą niestabilnie jak Mira Ceti, po czym odrzuci otoczkę pozostawiając białego karła o dużej masie.